# Million Reasons
"Million Reasons" é uma canção da cantora norte-americana Lady Gaga, gravada para o seu quarto álbum de estúdio, Joanne (2016). A faixa foi escrita por Gaga com o auxílio de Hillary Lindsey e Mark Ronson, que também esteve a cargo da produção juntamente com Gaga e BloodPop.
Inicialmente planejada como single promocional, o seu lançamento ocorreu a 1 de novembro de 2016 como segunda faixa de trabalho do disco. A canção, que originalmente teve a 52ª colocação como sua melhor posição na Billboard Hot 100, após a sua apresentação no Super Bowl LI, reentrou na quarta posição, conquistando a maior reentrada da história do periódico.
A canção é classificado como um pop com influências country. Liricamente, retrata o lado esperançoso após um coração partido durante o relacionamento, além de uma mensagem positiva repassada por Gaga durante a canção. Os críticos avaliaram positivamente a produção e a composição simples. Em termos comerciais, "Million Reasons" alcançou o top 10 de paradas musicais da Hungria, Eslováquia, Suíça, Estados Unidos, Venezuela e, no Canadá, Itália e Escócia, atingiu o top 20. A canção recebeu uma nomeação como Best Pop Solo Performance no Grammy Awards de 2018.
O videoclipe foi dirigido por Ruth Hogben e Andrea Gelardin, sendo uma continuação da linha histórica do single "Perfect Illusion". A composição visual mostra Gaga cantando em um estúdio em branco e em cenários desérticos, caindo no chão antes de ser resgatada pelos amigos. Com a intenção de promover "Million Reasons", a cantora performou a canção na Dive Bar Tour (2016) e múltiplas aparições televisivas, como Victoria's Secret Fashion Show 2016, Super Bowl LI, Coachella Valley Music and Arts Festival de 2017 e no Grammy Awards de 2018.

## Antecedentes e lançamento
Após o lançamento do single "Perfect Illusion" em 9 de setembro de 2016, Gaga anunciou a Dive Bar Tour, uma série de apresentações promocionais realizadas em bares dos Estados Unidos. No entanto, os locais não foram relevados para manter um contato mais íntimo com a artista. A campanha foi patrocinada pela Bud Light e iniciada em 5 de outubro de 2016. Simultaneamente, o evento foi transmitido ao vivo a página oficial da Bud Light no Facebook. Em 2 de outubro de 2016, várias publicações afirmaram que durante o primeiro show da turnê, uma nova música intitulada "Million Reasons" seria apresentada, além do single principal do álbum, "Perfect Illusion".
Durante a Dive Bar Tour, Gaga lembrou que ela e a musicista Hillary Lindsey estavam sentadas no sofá e conversando enquanto tocavam violão e piano. A cantora fez pergunta sobre os homens em sua vida, incluindo seu pai e namorados, questionando  por que eles lhe dariam milhões de razões para deixá-los, mas tudo o que ela queria era uma razão para ficar. Lindsey, que anteriormente experenciou um processo criativo de composições country em Nashville, foi identificada pela Interscope como uma colaboradora potencial para o Joanne. Aaron Bay-Shuck, responsável pelo A&R da gravadora e que ouviu o material inicial do álbum, apresentou Gaga a Lindsey. Conectaram-se com encontros em bares e, em um dos encontros, Gaga tocou demos inicias de faixas que havia escrito para o seu quinto projeto. Lindsey ressaltou que as experiências e histórias pessoais de Gaga interferiram nas ideias da música. "Million Reasons" foi escolhida para inclusão no álbum a partir da decisão das artistas, além do título da canção. De acordo com Lindsey, o processo de composição foi simples, enquanto Gaga utilizava uma máquina de escrever.
"Million Reasons" foi disponibilizada para download digital para os que compraram o álbum na pré-venda do iTunes em 6 de outubro de 2016. Em contrapartida, após o sucesso comercial da canção a aparição de Gaga no The Late Late Show com James Corden, Gaga decidiu lançá-la como segundo single do Joanne. Em 8 de novembro de 2016, a canção foi enviada às estações de contemporary hit radio do país.

## Recepção da crítica
De modo geral, o segundo single do álbum recebeu avaliações extremamente positivas. Em consonância, Cady Lang, da revista americana Time, apreciou a qualidade tocante da natureza da gravação, descrevendo-a como devastadora. Craig Jenkins, da coluna Vulture, comparou a canção a "Daddy Lessons", de Beyoncé, alegando que "ambas as canções compartilham um grande campo nas rádios country". Nicholas Mojica, do jornal International Business Times, classificou "Million Reasons" como a sexta melhor canção do Joanne, aclamando a letra e as contribuições feitas por Lindsey.
O portal musical Idolator selecionou "Million Reasons" como parte da série "Rated & Reviewed". Robbie Daw, autor da série, parabenizou a "versão country "super produzida" da canção de seu single de 2011, "Yoü and I". Para a mesma série, Rachel Sonis considerou a canção simples e doce, atribuindo uma nota de 8.5 de 10 pontos. No entanto, Carl Williott e Mike Wass ficaram desapontados com ac anção, dizendo: "Esta era está se moldando para ser pior do que eu imaginei." Em última análise, ambos os revisores atribuíram uma nota 6.1 de 10 para a música.. Ainda para a Idolator, o revisor Patrick Bowman considerou a canção como "uma das faixas mais imemoráveis do Joanne." Embora Spencer Kornhaber, da revista The Atlantic, tenha considerado a canção um single robusto, acho que Gaga agiu negligentemente com os detalhes da produção da música, afirmando que Taylor Swift, devido à notabilidade no country, teria feito o trabalho excepcionalmente melhor.
A publicação musical norte-americana Billboard classificou "Million Reasons" na posição 35 da lista de "100 Best Pop Songs of 2016". Rena Gross, editora da mesma publicação, disse que "a entrega vocal de Lady Gaga encapsula perfeitamente o nosso anseio pelo impossível.". Gary Trust, escreveu o artigo "With 'Million Reasons', Is Lady Gaga Bringing Back 'The Vocalist Era'?", onde entrevistou apresentadores e rádios e teorizou que a faixa "lembra o rádio e os fãs do talento de Gaga, indo além de seus trajes e personas peculiares." Por fim, a canção "Million Reasons" recebeu uma indicação para Best Pop Solo Performance no Grammy Awards de 2018.